# 入田真綾
入田 真綾（いりた まあや、1990年11月15日 - ）は、日本のAV女優。マインズ所属。

## 略歴
「元水着モデルでコンテスト優勝」の触れ込みで、2023年2月23日にFALENO star専属女優としてAVデビュー。デビュー作は2023年2月27日週FANZAレンタルフロアにて初登場1位を記録。その後3月6日週、3月13日週、3月20日週と4週連続で1位を記録した。
2023年4月14日配信作より、DAHLIAへ専属移籍。また2024年には後述のように、ダンス経験があることから、浅草ロック座にてストリップの踊り子としてデビューした。
ファンネームは「いりたま応援団」。

## 人物
私立の女子中、女子高校出身。前職はヨガのインストラクター。ディズニーランドのダンサー目指していた過去を持ち、中学高校とダンスを本格的に習っていた。
趣味はテーマパークに行くことと買い物、飲酒。
俳優としても活動しており、テレビドラマで共演経験のあるケンドー・コバヤシは「（入田は）あんなにスラッとしているのに、アニメみたいなすんごい身体されてました」とスタイルの良さに驚いたと述べている。またVシネマで共演した女優の深琴は「芝居うめぇ!!かわいい!!スタイルいい!!」と容姿はもとより俳優としての技量を絶賛した。

## 作品

### アダルトビデオ

#### FALENO専属期間
FALENOは『配信特化型AVメーカー』を掲げているため、先行配信日と発売日を併記しています。
- 新人 奇跡のHカップ水着モデルAVデビュー 入田真綾（2月1日先行配信、2月23日発売）
- 初めて尽くしのめっちゃイキ3本番 初体験6コーナースペシャル 入田真綾（2月21日先行配信、3月23日発売）

#### DAHLIA専属期間
DAHLIAは『配信特化型AVメーカー』を掲げているため、先行配信日と発売日を併記しています。
- 見つめ合って濃厚な接吻で体液を交じり合わせ燃え上がる艶情セックス　入田真綾（4月14日先行配信、5月11日発売）
- はじめての大痙攣絶頂トランスオーガズム覚醒スペシャル 入田真綾（5月11日先行配信、6月8日発売）
- 初めて出来た年上の彼女を脱がしたら想像出来ないモノ凄いクビレ美巨乳で… このあと滅茶苦茶セックスした　入田真綾（6月8日先行配信、7月6日発売）
- 神乳Hカップ堪能 入田真綾 初体験入店! 風俗パラダイス ワクワク8回転スペシャル! 入田真綾（7月9日先行配信、8月10日発売）
- パート帰り相部屋NTR 夫の愚痴を聞いてくれる後輩と性欲解消するまでヤリまくった絶倫性交 入田真綾（8月4日先行配信、9月7日発売）
- 彼女のお姉さんのノーブラおっぱい誘惑に負けて何度も何度もセックスしてしまったボク。 入田真綾（9月3日先行配信、10月12日発売）
- ビックビク大痙攣するまでおっぱい性感開発される悪徳オイルマッサージ店 入田真綾（10月3日先行配信、11月9日）
- 濡れて、乱れて、イキ果てる… 性欲剥き出しハメまくり一泊二日温泉旅行デート 入田真綾（11月3日先行配信、12月7日発売）
- 暴風雨NTR 鍵を失くした隣家の嫁と朝までずぶ濡れ性交 入田真綾（12月3日先行配信、2024年1月11日発売）

- 社員旅行NTR 妻が会社の水着BBQパーティーで泥酔してハメを外しまくっていたビデオ 入田真綾（1月4日先行配信、2月8日発売）
- キメセク女教師奴隷 僕を助けてくれる先生がいじめっこの肉便器になっているのを見て痛勃起した。 入田真綾（2月4日先行配信、3月7日発売）
- ゴミ部屋の変態オヤジに絶倫プレスで膣奥から汚された私。 入田真綾（3月7日先行配信、4月11日発売）
- 地味な経理担当の隠れ巨乳に性欲が爆発、「終電ないなら… 始発まで泊っていきますか…」 金曜の深夜から月曜の朝までヤリまくった3日間 入田真綾（4月9日先行配信、5月9日発売）
- 数年ぶりに帰省した田舎で喪女ニートになっていた姉の隠れ巨乳を揉みまくったら性欲に火がついて跨り続けられた3日間 入田真綾（5月10日先行配信、6月6日発売）
- 1vs10絶頂追撃ノンストップ大乱交 入田真綾（6月13日先行配信、7月11日発売）
- 解禁 入田真綾 はじめてのナマ中出し性交SPECIAL 入田真綾（7月12日先行配信、8月8日発売）
- 超マザコンのセクハラ上司に毎日、乳首開発され続けて乳首イキ絶頂してしまった地味巨乳人妻 入田真綾（8月25日先行配信、9月12日発売）
- 「叩いちゃダ～メッ!!」 教育熱心な巨乳保育士さんは悪いことをしたら指導のためにちゃんと怒っていますが…不倫相手のパパさん達から叱られ中出しをされています。 入田真綾（9月29日先行配信、10月24日発売）
- #性欲強い男性が好き 欲求不満の超絶倫人妻が、SNSの裏垢でチ○ポ募集して密会ママ活不倫を女友達に撮影してもらいました。 入田真綾（10月27日先行配信、11月7日発売）
- 元有名巨乳コスプレイヤーさんは、結婚して人妻になったけど週末だけオフパコOK撮影会で回されまくってストレス解消する変態さんです。 入田真綾（11月19日先行配信、12月26日発売）
- 「この時期だけのお楽しみなんだ…。」 10歳離れた新入社員の童貞クンを、焦らしシャブりまくりで暴発しまくりの筆下ろし休日デート。 入田真綾（12月14日先行配信、2025年1月9日発売）

- 結婚式NTR 新婦が二次会のバチェラ乱交パーティーでヤラレまくっていた記録 入田真綾（1月12日先行配信、2月6日発売）
- 素人、密室 1vs1、ドキュメント解禁。DAHLIA専属Hカップ巨乳AV女優をレンタル貸ししちゃいました♪ デビュー2周年記念企画スペシャル!!!! 入田真綾（2月8日先行配信、3月6日発売）[13]
- 某有名ハンバーガー店で働き始めた巨乳人妻と、チャラいヤリチン大学生バイト君の歳の差セクハラ不倫映像が流出してます。 入田真綾（3月21日先行配信、4月24日発売）
- 長期フライト明けのCAがぶっ飛ぶ膣イキ隔離ルーム抜かずの連続中出し32発 入田真綾（4月19日先行配信、5月22日発売）
- 人妻サンバNTRド田舎の村おこしで際どい衣装の巨乳妻に発情して夏祭り中出しカーニバル開催 入田真綾（5月17日先行配信、6月26日発売）
- 小型スーパーの親近感わくボーイッシュお姉さん隠れ巨乳がバレて半泣きメス堕ち中出し性交 入田真綾（6月28日先行配信、7月24日発売）
- 業務中リモバイ絶頂寸止めでガニ股失禁してイキ恥じさらした生意気OL 入田真綾（7月22日先行配信、8月21日発売）

### イメージビデオ
- Maaya いりたまにあ・入田真綾（2023年6月5日、REbecca）[14]
- 美女のハダカ 入田真綾（2023年10月25日、マーレ―インターナショナル）[15]
- etoile 入田真綾（2024年4月5日、ファインピクチャーズ）

### デジタル写真集
- 入田真綾 たわわに、ヨガる!（2023年1月30日、小学館、撮影：塩原洋）[16]
- 32歳のシンデレラ 美白美乳の極上ボディ 入田真綾（2023年4月20日、徳間書店、撮影：鈴木ゴータ）
- Maaya いりたまにあ 入田真綾（2023年10月1日、REbecca）
- ファレノALLSTARS 黄金ヌード伝説（2024年1月4日、小学館、撮影：佐藤佑一 / 山口京和）※FALENO専属女優6名によるデジタル写真集[17]。 真綾（2023年10月1日、REbecca）
- ファレノALLSTARS 黄金ヌード伝説（2024年1月4日、小学館、撮影：佐藤佑一 / 山口京和）※FALENO専属女優6名によるデジタル写真集[17]。

## 製品

### カレンダー
- 入田真綾 2024年カレンダー（2023年11月11日、Saint）

### アダルトグッズ
オナホール
- FALENO NEW FACE HOLE 入田真綾（2023年9月30日、YUIRA）

## 出演

### テレビドラマ
- 桃色探訪～伝説の風俗～（2024年1月1日、チャンネルNECO） - ひなた 役

### 映画
- オレとアニキと五人の女たち（2023年12月2日、オーピー映画、監督：髙原秀和） - 和美 役[18]
  - もっこり万華鏡 欲情した五人の女たち（2024年5月17日、オーピー映画、監督：髙原秀和）※上記作品のR18+版[19][20]。
- トリプル・クライマックス 三人の女たち『スカーレットナイト』（2023年9月20日、オーピー映画、監督：菊嶌稔章）
- はじまらない恋（2024年12月7日、オーピー映画、監督：髙原秀和） - 小川みお 役[21]
  - ぷにゅ活 いっパイ大好き（2024年12月13日、オーピー映画、監督：髙原秀和）※上記作品のR18+版[22]。

### オリジナルビデオ
- 婚活日記 REAL LOVE（2024年5月10日、ハピネット）- 静香 役

### モデル
- DOLCE.pink
  - オーバーキルニット（バックオープン）プラック (MIU0474)（2025年）※製品イメージ写真[23]、パッケージ写真モデル
  - オーバーキルニット（レオタード）グレー (MIU0491)（2025年）※製品イメージ写真[24]、パッケージ写真モデル
  - ベーシックマイクロビキニTバック プラック (MIU0480) / ホワイト (MIU0481)（2025年）※製品イメージ写真[25][26]、パッケージ写真モデル